# ليوان (غوانزو)
منطقة ليوان (بالصينية: 荔湾区) هي واحدة من 11 منطقة حضرية في مقاطعة غوانزو عاصمة إقليم غوانغدونغ، الصين. يقسم نهر اللؤلؤ المدينة إلى قسمين: شيغوان التي تقع في الشمال الشرقي وفانغكون في الجنوب الغربي. تبلغ مساحتها 16.2 كيلومتر مربع (6.3 ميل2) ويبلغ عدد سكانها 755900 نسمة حسب تعداد عام 2019، تقع المدينة في الجزء الغربي من مدينة غوانزو على الضفة الشمالية الشرقية لنهر اللؤلؤ. ويقع فيها المقر الرئيسي لشركة مينيسو.